# Ten Masked Men
Ten Masked Men es una banda inglesa de covers de death metal especializada en realizar versiones de canciones pop. La banda fue creada en 1996 cuando Mark ("The Mauler") y Dave ("The Chef") Hutson hicieron la versión de Wonderwall de Oasis para un amigo. La canción era parecida solo que con guitarras distorsionadas y voces propias del heavy metal. Grabaron dicha canción junto a "Stayin' Alive", "Into the Groove" y "Beat It". Las canciones fueron tocadas en clubes y tuvieron una gran popularidad. La banda toca las versiones utilizando máscaras.
En 1999 sale Ten Masked Men, su primer disco, que ganó mucha popularidad en Londres. Ese año sale su EP The Ten Masked Men Strike Back, seguido de su segundo CD de larga duración Return of the Ten Masked Men en el 2000.
Esperaron tres años, para en el 2003 sacar The PhanTen Masked Menace.
Su último trabajo salió a la luz en el 2008: Attack of the Ten Masked Men

## Miembros
- Mark "The Mauler" Hutson
- Dave "The Chef" Hutson
- Apocalypse Al
- Battle Damage Davies
- Pablo "The Snoot"
- Ross Well "The Incident"
- Billy Bub "The Janitor"
- Gary "The Gimp" Hearns
- Neil "Numbnut" Matthews
- Martin "Meathead" Matthews

## Discografía
| Año del Lanzamiento | Título                            | Label |
| ------------------- | --------------------------------- | ----- |
| 1999                | Ten Masked Men                    |       |
| 1999                | The Ten Masked Men Strike Back EP |       |
| 2000                | Return of the Ten Masked Men      |       |
| 2003                | The PhanTen Masked Menace         |       |
| 2008                | Attack of the Ten Masked Men      |       |